# Heinrich Wimmer Blechspielwarenfabrik

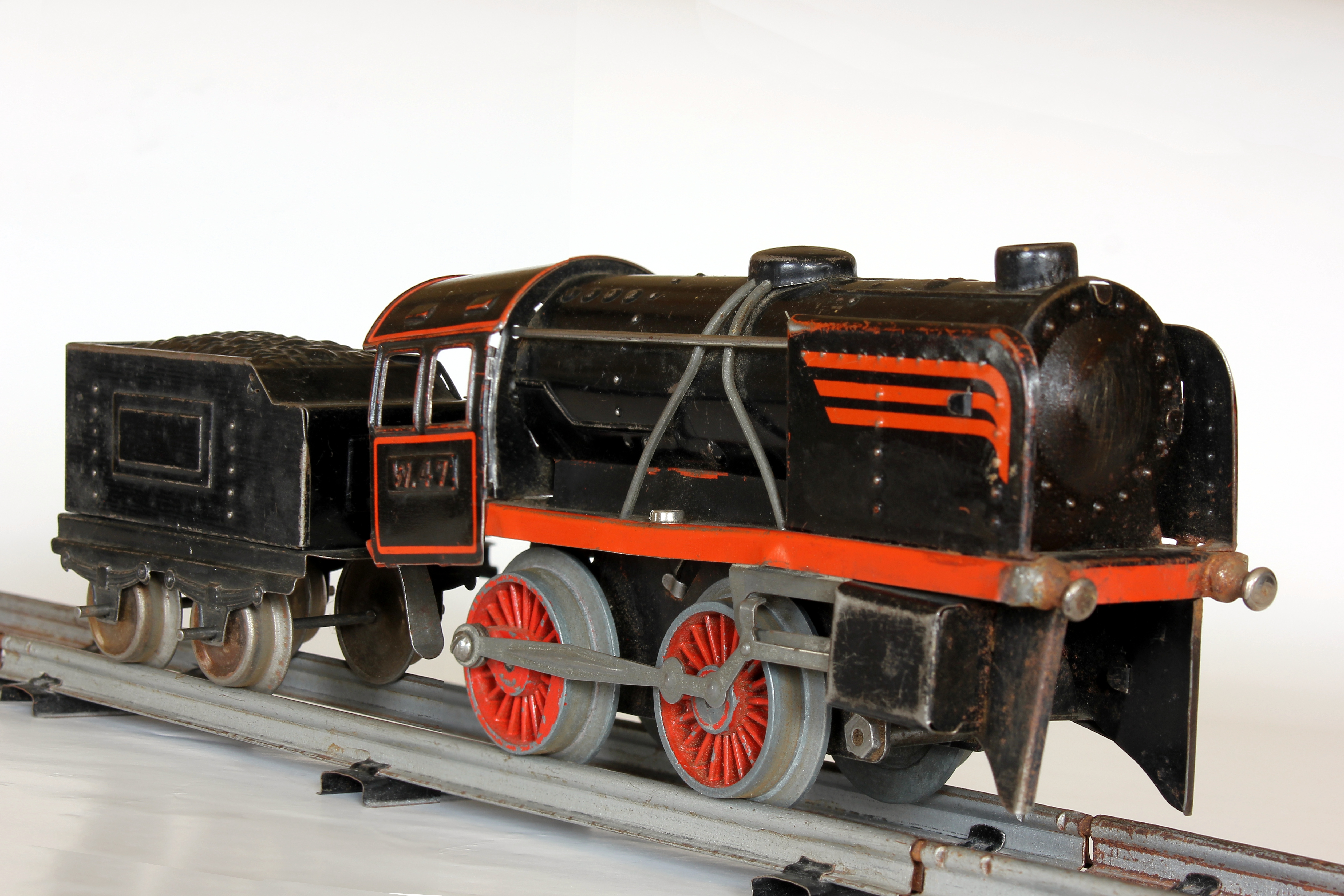
HWN Spur 0 Lokomotive mit Uhrwerk, 1948

Die Heinrich Wimmer oHG Blechspielwarenfabrik (HWN) war ein 1920 in Nürnberg gegründetes Spielwaren-Unternehmen. Der Produktionsschwerpunkt des Unternehmens lag auf der Herstellung von preiswerten Spielzeugeisenbahnen. Das Unternehmen bestand bis 1976.

## Firmengeschichte
1920 gründete der Gebrauchtwarenhändler Heinrich Wimmer in Nürnberg in der Julienstraße seine Blechspielwarenfabrik. Er nahm noch im gleichen Jahr die Produktion von Fahrzeug- und Flugzeug-Modellen mit Uhrwerkantrieb auf. Vormals hatte er mit Werkzeugmaschinen, Eisenkurzwaren und Werkzeugen gehandelt. 1930 verlagerte Wimmer seinen Betrieb innerhalb Nürnbergs. 1933 ergänzte er seine Produktionspalette um Modellpanzer und Abschussvorrichtungen.
Nach dem Zweiten Weltkrieg stellte das Unternehmen neben Nutzfahrzeugen und Blechflugzeugen Modelleisenbahnen in den Spurweiten 0 und H0 mit Uhrwerk- und Elektroantrieb her. Daneben entstand umfangreiches Zubehör sowohl aus Blech, später auch aus Plastik. Vor allem Bahnhöfe, Stellwerke, Häuser, Brücken und Signale fanden sich im Programm. Verkauf und Vertrieb übernahmen meist die großen Kaufhaus-Ketten wie Karstadt und Kaufhof. Auch die einstigen Versandhäuser wie Quelle und Neckermann (Versandhandel) zeigten die preiswerten Spielwaren in ihren Katalogen - vor allem an Weihnachten. So erhielten die Wimmer-Bahnen unter Eisenbahnsammlern auch den Beinamen "Kaufhausbahn".

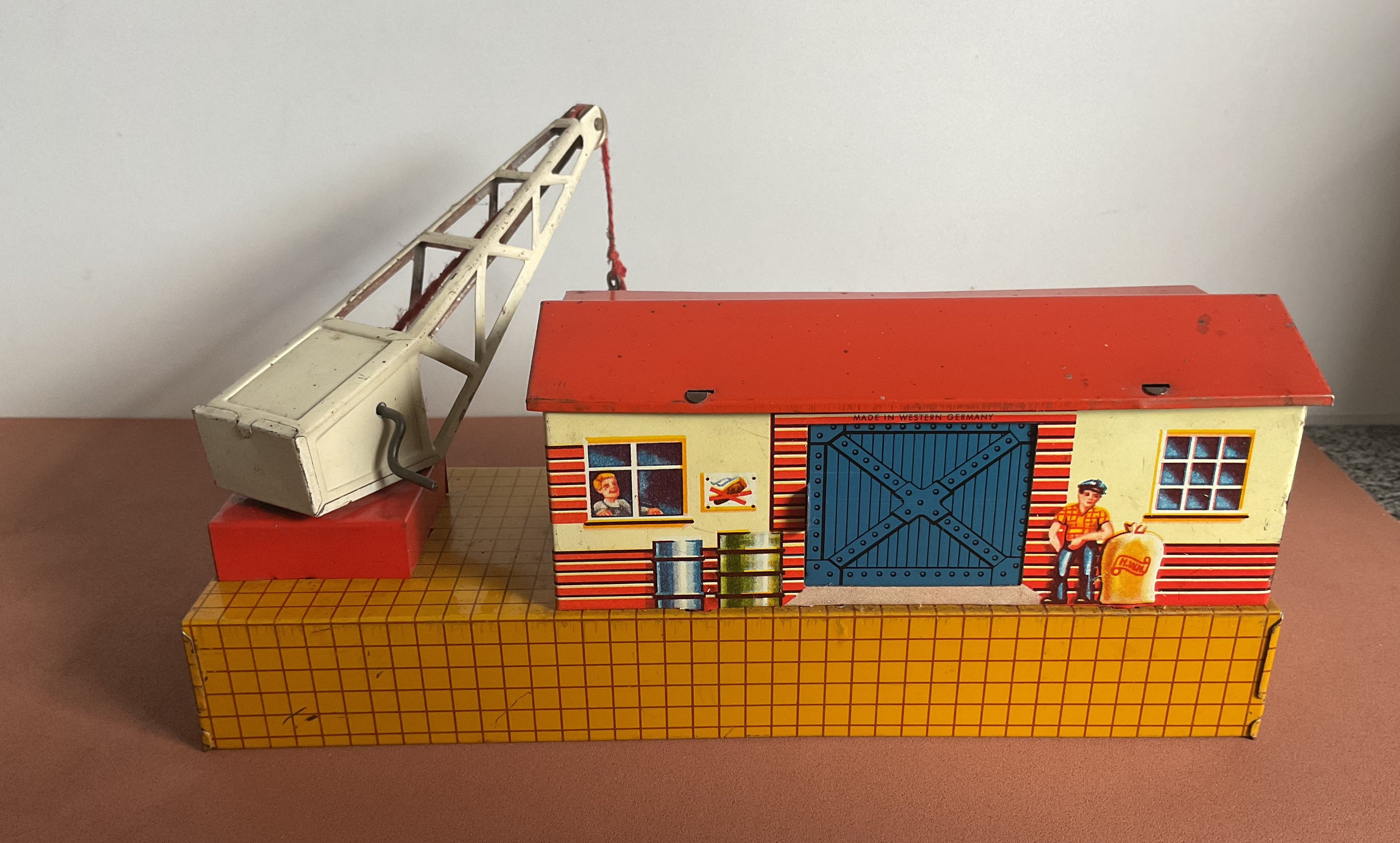
HWN Blechgebäude, Güterabfertigung
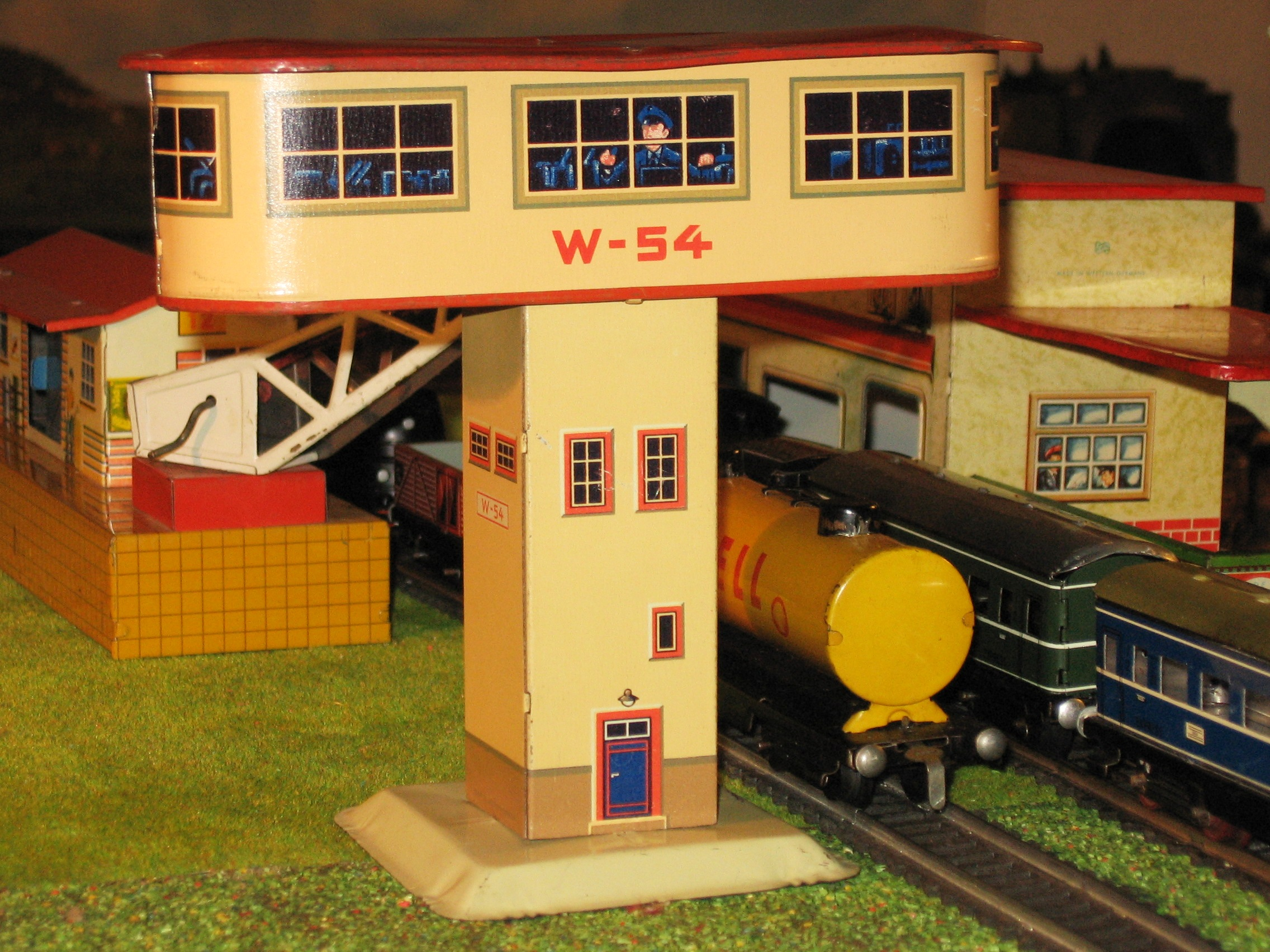
HWN Stellwerk und Güterschuppen, Güter- und Personenwagen

Heinrich Wimmer schied 1969 aus dem Unternehmen aus. Der Betrieb wurde von seinem Sohn, Ernst Wimmer, weitergeführt und letztendlich 1976 abgewickelt bzw. aufgelöst.

## Produkte

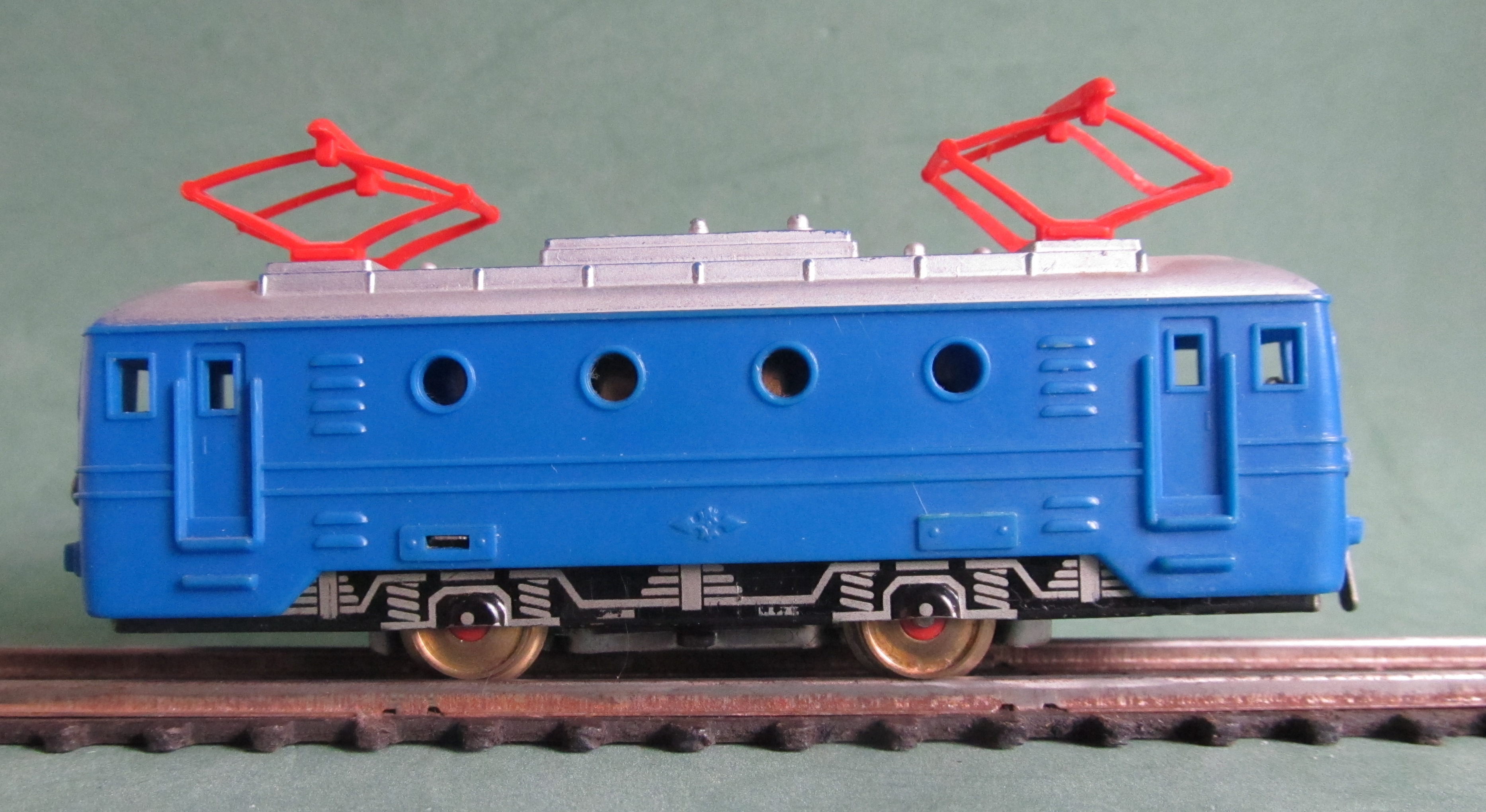
HWN HO Bullaugenlok. Mischbauweise: Gehäuse und Pantographen aus Plastik, Fahrgestell aus Blech

Von 1955 bis 1957 wurden Stromliniendampflokomotiven mit elektrischem Antrieb und Uhrwerkstriebwagen hergestellt. Zum Sortiment gehörten Bullaugenloks. Lokomotiven gab es in Mischbauweise, mit Kunststoffgehäuse und Fahrwerk aus Blech. Schlepptender-Loks wiesen zugekaufte Tenderaufbauten der Firma Bub auf. Loks wurden im TT-Maßstab produziert, allerdings für die Spur H0.
An Wagen wurden die seltenen zweiachsigen und die häufigeren vierachsigen Güterwagen im H0- und TT-Maßstab hergestellt. Die gleichen Maßstäbe galten für Personenwagen.